# Serrat de l'Horta (Berga)
El Serrat de l'Horta és una muntanya de 653 metres que es troba al municipi de Berga, a la comarca catalana del Berguedà. Es troba a la vora del torrent de Bosoms.